# Kuhhandel (Spiel)
Kuhhandel ist ein Gesellschaftsspiel mit speziellen Spielkarten von Rüdiger Koltze für drei bis fünf Personen. Das im Verlag Ravensburger 1985 mit Illustrationen von Josef Blaumeiser erschienene Kartenspiel wurde im selben Jahr auf der Auswahlliste des Kritikerpreises Spiel des Jahres aufgeführt. 1996 erschien eine Neuauflage mit Illustrationen von Trevor Dunton bei der Ravensburger Tochter F.X. Schmid. Das Spiel erschien auch in anderen Sprachen bei Ravensburger, so zum Beispiel auf Niederländisch als Handjeklap oder Koehandel und auf Englisch als You're Bluffing!. In Brasilien erschien das Spiel auf Portugiesisch als Pague pra ver bei Grow. Asmodée Editions brachte 2003 eine französische Version mit Illustrationen von Bernard Bittler als Boursicocotte heraus. 2009 erschien bei Ravensburger Kuhhandel Master mit Illustrationen von Mathieu Leyssenne, welches neben dem alten Spielprinzip noch neue Tiere und andere Ideen miteinbrachte.

## Ziel des Spiels
Ziel des Spiels ist es, am Ende möglichst viele und möglichst wertvolle Tierquartette zu besitzen. 

## Spielablauf
Reihum hat jeder Spieler die Wahl zwischen zwei Aktionen:
1. Soweit der Talon noch vorhanden ist, kann er eine Auktion veranstalten, d. h., die oberste Tierkarte des Talon versteigern. Den Erlös kann der Versteigerer, der selbst nicht mitbietet, einstreichen. Das Vorkaufsrecht erlaubt es ihm allerdings, das Tier an sich zu nehmen, wenn er den Höchstbietenden auszahlt.
2. Falls ein anderer Spieler ein oder mehrere Tiere desselben Quartetts wie er besitzt, kann er einem Mitspieler einen Kuhhandel um zwei oder gleich vier Tiere dieses Quartetts anbieten. Nachdem der Herausforderer einen verdeckten Betrag ausgewählt hat und für die Tiere anbietet, hat der herausgeforderte Spieler ebenfalls zwei Optionen:
  1. Er nimmt den angebotenen Betrag an und überlässt dem Herausforderer die Tiere.
  2. Er bietet selber einen verdeckten Betrag für die Tiere an, und die Beträge werden ausgetauscht. Die Tiere gehen an den Spieler, der mehr geboten hat. Der eigentlich gezahlte Preis ist also die (möglicherweise geringfügige) Differenz der Beträge.

Jeder Spieler hält sein Geld (ebenfalls in Form von Spielkarten) verdeckt auf der Hand. Da bei einer Versteigerung kein Wechselgeld gezahlt wird und weil die Angebote beim Kuhhandel verdeckt ausgetauscht werden, ist es schwierig einzuschätzen, wie viel Geld die Mitspieler auf der Hand halten. Weitere Verwirrung stiften die wertlosen Geldkarten, Spielkarten mit dem Betrag Null. Ebenso eine unregelmäßige Inflation: jedes Mal, wenn aus dem Talon ein Esel gezogen wird, erhält jeder Spieler eine neue, deutlich höherwertige Geldkarte. Dies führt zu teils drastisch steigenden Angeboten bei den Versteigerungen, sodass sich die Preise der Tiere im Laufe des Spiels stark verändern. 

## Ende des Spiels
Es wird so lange gespielt, bis der Talon aufgebraucht ist und alle Quartette verteilt sind, d. h. keine Kuhhandel mehr möglich sind.
Die Gesamtpunktzahl ergibt sich aus dem Produkt der Anzahl der Quartette und der Summe ihrer Wertigkeiten. Das Geld ist am Ende wertlos.

## Originalversion
Ursprünglich wurden beim Kuhhandel die Geldbeträge nicht ausgetauscht. Beide Spieler legten ihre Angebote offen, und der Verlierer durfte seines behalten. Es wurde nicht mit der Anzahl der Quartette multipliziert, also nur die Summe der Wertigkeiten gebildet. Außerdem konnte der Spieler zusätzlich 500 Punkte bekommen, wenn er als erster eine von drei Quartett-Kombination (Hahn/Gans, Katze/Hund oder Schaf/Ziege) erreicht hatte.